# كأس السوبر الإيطالي 1988
كأس السوبر الإيطالي 1988 (بالإيطالية: Supercoppa italiana 1989)‏ هو موسم من كأس السوبر الإيطالي. أقيم بتاريخ 1988، وفاز فيه نادي ميلان.